# Erik Hauri
Erik Harold Hauri (* 25. April 1966 in Waukegan, Illinois; † 5. September 2018 in North Potomac, Montgomery County, Maryland) war ein US-amerikanischer Geochemiker und Planetenforscher der Carnegie Institution for Science. Er erforschte die Bewegung von Materie im Inneren von Planeten, die Entstehung von flüchtigen Verbindungen wie Wasser auf der Erde und anderen planetaren Körpern sowie deren Auswirkungen auf vulkanische Systeme.

## Leben
Hauri wurde in Waukegan geboren und wuchs in Richmond im US-Bundesstaat Illinois auf. Seine Mutter Karen war Hausfrau und sein Vater Lawrence Automechaniker; Hauri hatte einen Bruder und eine Schwester. Der Vater war ein begeisterter Angler, der Hauri auf Angelausflüge mitnahm und so sein lebenslanges Interesse an der Natur weckte.
In Richmond besuchte er die Richmond-Burton Community High School und war der erste in seiner Familie, der ein College besuchte. 1988 machte er seinen Bachelor-Abschluss an der University of Miami mit einem Doppelstudium in Geologie und Meereswissenschaften. 1992 promovierte er am Massachusetts Institute of Technology (MIT) in Ozeanografie und war Teil des Joint Program der Woods Hole Oceanographic Institution. Seine von Stanley R. Hart betreute Studienabschlussarbeit hatte den Titel: „Geochemical and Fluid Dynamic Investigations into the Nature of Chemical Heterogeneity in the Earth’s Mantle“ (deutsch: „Geochemische und fluiddynamische Untersuchungen zur Natur der chemischen Heterogenität im Erdmantel“).
Hauri war verheiratet und hatte drei Kinder. Er starb in seinem Haus in North Potomac im Montgomery County im Alter von 52 Jahren an Krebs.

## Karriere
Hauri arbeitete zunächst als Postdoktorand am ozeanografischen Forschungsinstitut in Woods Hole und wurde 1994 Wissenschaftlicher Mitarbeiter in der Abteilung für terrestrischen Magnetismus an der Carnegie Institution for Science. Er leitete auch die Ionen-Mikrosondenanlage, in der Wissenschaftler Messungen der Isotopen- und Elementzusammensetzung von Mineralien im Mikrometerbereich durchführen können.
Im Jahr 1999 erhielt Hauri den Houtermans Award der European Association of Geochemistry. Im folgenden Jahr wurde er von der American Geophysical Union mit der renommierten James B. Macelwane Medal für bedeutende Beiträge eines jungen Wissenschaftlers mit herausragenden Fähigkeiten zu den geophysikalischen Wissenschaften ausgezeichnet.
Seit 2011 war er Mitglied des Exekutivausschusses des Deep Carbon Observatory und Ko-Vorsitzender von dessen „Reservoirs and Fluxes Community“. Er war Mitglied der Geological Society of America, der American Astronomical Society und der American Association for the Advancement of Science und wurde zum Fellow der American Geophysical Union und der Geochemical Society ernannt.
In seiner Forschung analysierte Hauri Isotope verschiedener Elemente und setzte Modellierungs- und seismische Bildgebungsverfahren ein, um die Prozesse im Inneren der Gesteinsplaneten zu verstehen und zu ergründen, wie diese Prozesse zur Planetenentwicklung beigetragen haben. Einer dieser Prozesse ist der Vulkanismus. Er untersuchte, wie sich schmelzendes Magma und Eruptionen auf die Verteilung bestimmter Elemente und flüchtiger Verbindungen im Inneren von Planeten auswirken. 2011 berichtete Hauri in der Zeitschrift Science, dass die von der Apollo-17-Mission mitgebrachten Mondsedimente einhundert Mal mehr Wasser enthielten als bisher angenommen wurde, was darauf hindeutet, dass der Mond wahrscheinlich größere Mengen an Wasser enthält als bisher angenommen – man geht von gebundenem Wasser in der Größenordnung des Mittelmeers aus. Neuere Untersuchungen der Isotope im Mondwasser legen nahe, dass das Wasser von der Erde stammt.